# Wahlhausen
Wahlhausen là một đô thị thuộc huyện Eichsfeld, Verwaltungsgemeinschaft Hanstein-Rusteberg, bang Thüringen. Wahlhausen có diện tích 7,14 km², dân số thời điểm 31 tháng 12 năm 2006 là 343 người.